# Nadia Farès
Nadia Farès (ur. 20 grudnia 1968 w Marrakeszu) – francuska aktorka.
Nadia rozpoczęła karierę od roli epizodycznej w serialu Navarro. W 2000 roku zagrała w dramacie kryminalnym pt. Purpurowe rzeki, który przyniósł jej popularność. W 2002 roku wystąpiła w filmie sensacyjnym pt. Ostatni skok jako agentka służb specjalnych Laborie.
Ma dwie córki Shannę Leelee i Cécilię Marti.

## Filmografia

### Filmy
- Les Amies de ma femme (1993) jako Béatrice de Mennoux
- Elles n'oublient jamais (1994) jako Angela
- Poliziotti (1994) jako Stella
- Le Cavalier des nuages (1995) jako Melka
- Powiedz mi tak (Dis-moi oui..., 1995) jako Florence
- Flairs ennemis (1996) jako Kareen
- Mężczyźni, kobiety: sposób użycia (Hommes, femmes, mode d'emploi, 1996)
- Sous les pieds des femmes (1997) jako Fouzia 1996
- Demony Jezusa (Les Démons de Jésus, 1997) jako Maria
- Rêve de cauchemar (1999) jako dziewczyna
- Małpie opowieści (Le Château des singes, 1999) jako Gina (głos we francuskiej wersji)
- Les Grandes bouches (1999) jako Esther
- Purpurowe rzeki (Les Rivières pourpres, 2000) jako Fanny Fereira
- L’Enfant de la nuit (2001) jako Eva
- Apporte-moi ton amour (2002) jako Nan
- Ostatni skok (Nid de guêpes, 2002) jako Laborie
- Zabić każdy może (Pour le plaisir, 2004) jako Julie
- Eks-żona mojego życia (L'Ex-femme de ma vie, 2004)
- Imperium tygrysa (L'Empire du tigre, 2005) jako Gabrielle
- Zabójca (War, 2007) jako agent Kinler
- Przed burzą (Storm Warning,  2007) jako Pia

### Seriale
- Navarro (1990) jako Sara
- The Exile (1991) jako Jacquie Decaux
- Counterstrike (1992) jako Jeanette
- Quatre pour un loyer (1995)
- Revivre (2009) jako Emma